# Hamodes marginata
Hamodes marginata är en fjärilsart som beskrevs av Moore 1882. Hamodes marginata ingår i släktet Hamodes och familjen nattflyn. Inga underarter finns listade i Catalogue of Life.